# Muhammad al-Mahdi
Muhammad al-Mahdī (in arabo أبو القاسم محمد بن الحسن المهدي‎?, Abū l-Qāsim Muḥammad b. al-Hasan al-Mahdī; Samarra, 869 – ...), il cui laqab مَهْدِيّ, Mahdī, significa "il ben guidato [da Dio]". È per gli sciiti duodecimani e alauiti l'ultimo Imam, succeduto al proprio padre al-Ḥasan al-ʿAskarī nell'874.

## Religione
Secondo la credenza sciita maggioritaria, ossia quella dei Duodecimani, egli non è mai morto, ma si è occultato nel 940 per sfuggire all'ostilità del califfo abbaside, e resterà tale fino alla fine dei giorni quando riapparirà come il Mahdi atteso per la rivivificazione del primo e più puro Islam.